# Chadibe (Tutume)
Chadibe – wieś w Botswanie w dystrykcie Central. Według spisu ludności z 2011 roku wieś liczyła 4939 mieszkańców.